# 静岡県立大学短期大学部
静岡県立大学短期大学部（しずおかけんりつだいがくたんきだいがくぶ、英語: University of Shizuoka,Junior College）は、静岡県静岡市駿河区にある公立短期大学。1951年に静岡女子短期大学として創立、1987年に短期大学として設置された。短大の略称は県短。

## 概観

### 大学全体
- 静岡県静岡市駿河区に所在する日本の公立短期大学で、設置主体は静岡県公立大学法人。
- 1951年に開学した静岡女子短期大学に設置された学科を一部改編、かつ男女共学化した上で1987年に再設置される。当初は静岡女子短期大学にあった学科と同じ4学科体制で入学総定員は220名[1]。1997年度から1999年度入学生までは最大の6学科体制を誇っていた。
- 2000年度より学科数の減少が目立つようになり、かつては浜松市布橋（現：浜松市中央区布橋）にもキャンパスがあったが、現在は静岡市のみとなっている。
- 2016年度より3学科[注 2]となる。

### 建学の精神（校訓・理念・学是）
- 静岡県立大学短期大学部における建学の精神は「豊かな教養を身につけ、実社会で役立つ実践的能力を養うこと」となっている。

### 教育および研究
- 静岡県立大学短期大学部は、こども学科・歯科衛生学科・社会福祉学科が設置されており、医療や福祉業界において有用な人材を育成するためのカリキュラム構成となっている。

### 学風および特色
- 浜松市内に浜松キャンパスがあったが、2001年より静岡キャンパスに統合されている。かつて短期大学部本部が浜松にあった時分、静岡キャンパスは俗に静岡県立大学短期大学部静岡校と呼ばれていた。

## 沿革
- 1987年

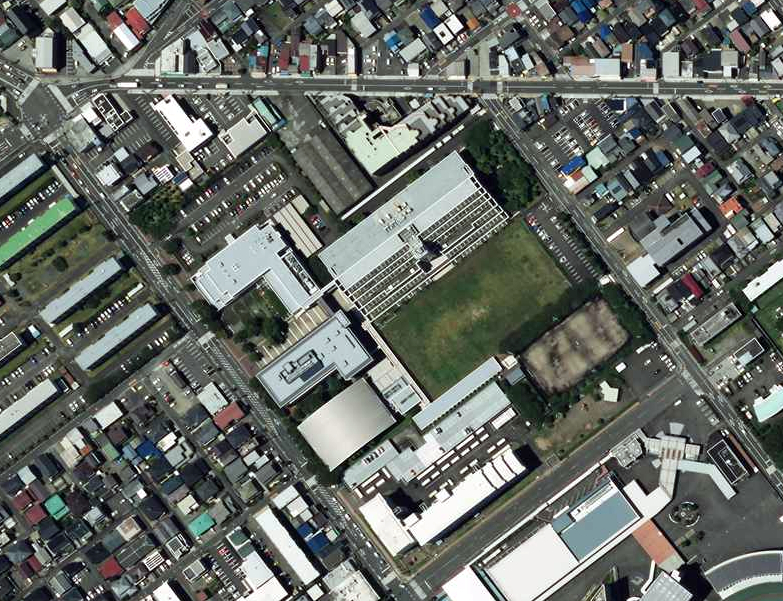
小鹿キャンパスの航空写真（2020年6月24日撮影）

  - 4月1日 静岡県立大学短期大学部が以下の学科体制にて開学する[注 3]。
    - 文化教養学科 入学定員120名
    - 食物栄養学科 入学定員40名
    - 第一看護学科 入学定員30名
    - 第二看護学科 入学定員30名

  - 5月1日 学生数[4]/定員
    - 文化教養学科 138[注釈 1]/120
    - 食物栄養学科 38[注釈 2]/40
    - 第一看護学科 30[注釈 2]/30
    - 第二看護学科 30[注釈 2]/30
- 1991年
  - 5月1日 学生数[5]/定員
    - 食物栄養学科 82[注釈 1]
- 1997年
  - 4月1日 静岡市に新キャンパスが完成し、第一看護学科・第二看護学科がその新キャンパスに移転[6]。
  - 同 以下の新学科が設立される[6]。
    - 社会福祉学科
      - 社会福祉専攻 入学定員50名
      - 介護福祉専攻 入学定員50名

    - 歯科衛生学科 入学定員40名

  - 同 一部の学科の 入学定員を以下の通り変更する[6]。
    - 第一看護学科 30→60
    - 第二看護学科 30→40

  - 5月1日 学生数[7]/定員
    - 文化教養学科 251[注釈 3]/240
    - 食物栄養学科 95[注釈 1]
    - 社会福祉学科 320[注 4]/100
    - 歯科衛生学科 67[注釈 2]/40
    - 第一看護学科 116[注釈 1]/120
    - 第二看護学科 116[注釈 1]/70
- 1999年
  - 4月1日 以下の学科を今年度で最終募集とする[注 5]。
    - 文化教養学科
    - 食物栄養学科

  - 5月1日 学生数[9]/定員
    - 文化教養学科 252[注釈 3]/240
    - 食物栄養学科 78[注 6]/80
    - 第一看護学科 180[注釈 4]/180
    - 第二看護学科 180[注釈 4]/120
    - 社会福祉学科 210[注 7]/200
    - 歯科衛生学科 80[注釈 2]/80
- 2000年
  - 静岡県立厚生保育専門学校が廃止され、証明事務などの残務が静岡県立大学短期大学部に移管された。
- 2001年
  - 浜松キャンパスにあった文化教養学科、食物栄養学科をそれぞれ廃止[10]。
- 2004年
  - 4月1日 第二看護学科の学生募集をこの年度で最終とする[注 8]。
- 2005年
  - 4月1日 第一看護学科の入学定員を60→80に増員[11]。
- 2006年
  - 3月31日 左記を以て第二看護学科を廃止とする[12]。
  - 4月1日 歯科衛生学科の修業年限を2年から3年に変更する[12]。
- 2007年
  - 4月1日 第一看護学科を看護学科に名称変更する[13]。
  - 同 設置者を静岡県公立大学法人に変更する[13]。
- 2013年
  - 4月1日 看護学科の学生募集をこの年度で最終とする[注 10]。
- 2014年
  - 1月 平成26年度大学入試センター試験参加短期大学の1校となる[15]。
- 2015年
  - 1月 平成27年度大学入試センター試験参加短期大学の1校となる[16]。
- 2016年
  - 1月 平成28年度大学入試センター試験参加短期大学の1校となる[17]。　
  - 4月1日 以下の学科を増設する[18]。
    - こども学科 入学定員30名

  - 同 社会福祉学科社会福祉専攻の 入学定員を50→20に減員[18]。
  - 9月 左記を以て看護学科を正式に廃止とする[19]。

| 静岡県立大学短期大学部 学長 | 静岡県立大学短期大学部 学長 | 静岡県立大学短期大学部 学長 | 静岡県立大学短期大学部 学長 | 静岡県立大学短期大学部 学長 | 静岡県立大学短期大学部 学長        | 静岡県立大学短期大学部 学長 |
| 代                          | 氏名                        | 氏名                        | 就任日                      | 退任日                      | 主要な経歴                         | 備考                        |
| --------------------------- | --------------------------- | --------------------------- | --------------------------- | --------------------------- | ---------------------------------- | --------------------------- |
| 1                           |                             | 内薗耕二                    | 1987年4月1日                | 1993年3月31日               | 静岡女子大学学長                   |                             |
| 2                           |                             | 星猛                        | 1993年4月1日                | 1999年3月31日               | 静岡県立大学食品栄養科学部学部長   |                             |
| 3                           |                             | 廣部雅昭                    | 1999年4月1日                | 2005年3月31日               | 東京大学薬学部学部長               |                             |
| 4                           |                             | 西垣克                      | 2005年4月1日                | 2009年1月31日               | 日本福祉大学執行役員               |                             |
| -                           |                             | （木苗直秀）                | 2009年2月1日                | 2009年3月9日                | 静岡県立大学副学長                 | （学長代行）                |
| 5                           |                             | 木苗直秀                    | 2009年3月10日               | 2015年3月31日               | 静岡県立大学学長代行               |                             |
| 6                           |                             | 鬼頭宏                      | 2015年4月1日                | 2021年3月31日               | 上智大学研究機構常設研究部門部門長 |                             |
| 7                           |                             | 尾池和夫                    | 2021年4月1日                | 2024年3月31日               | 京都大学総長                       |                             |
| 8                           |                             | 今井康之                    | 2024年4月1日                | （現職）                    | 静岡県立大学副学長                 |                             |

## 基礎データ

### 所在地
- 静岡キャンパス（静岡県静岡市駿河区小鹿二丁目2番1号 北緯34度58分32秒 東経138度25分4.2秒）
- 旧・浜松キャンパス（静岡県浜松市布橋三丁目2番3号（現：静岡県浜松市中央区三丁目2番3号） 北緯34度43分15.6秒 東経137度42分49.5秒）

### 交通アクセス
- JR東海道本線 静岡駅。

### 象徴
- 静岡県立大学短期大学部はのカレッジマークは富士山をイメージしたものとなっている。

## 教育および研究

### 組織

#### 学科
- 歯科衛生学科 入学定員40名
- 社会福祉学科
  - 社会福祉専攻 入学定員20名
  - 介護福祉専攻 入学定員50名
- こども学科 入学定員30名

##### 過去の学科
- 第一看護学科[注釈 5]→看護学科[注 11] 入学定員80名[注 12]
- 第二看護学科[注釈 6] 入学定員40名[注 13]
- 文化教養学科 入学定員120名[注釈 7]
- 食物栄養学科[注 14] 入学定員40名[注釈 7]

#### 専攻科
- なし

#### 別科
- なし

##### 取得資格について[25]
資格
- 保育士：社会福祉学科社会福祉専攻およびこども学科
- 介護福祉士：社会福祉学科介護福祉専攻

受験資格
- 看護師：看護学科[26]
- 歯科衛生士：歯科衛生学科

教職課程
- 静岡女子短期大学において中学校教諭二級免許状が設けられていた。教科目名は以下の通り。
- 幼稚園教諭二種免許状：こども学科

#### 附属機関
- 健康支援センター分所
- 静岡県立大学短期大学部附属図書館

### 研究
- 『言語文化研究 = Studies in language and literature』[27]ほか。

## 学生生活

### 部活動・クラブ活動・サークル活動
- 静岡県立大学短期大学部のクラブ活動：バレーボール・卓球・バドミントン・柔道・フットサルなどがある。

### 学園祭
- 静岡県立大学短期大学部の学園祭は「橘花祭」と呼ばれ毎年、概ね11月初旬に実施されている。

### スポーツ
- 中部公立短期大学交歓競技会に参加している。

## 大学関係者と組織

### 大学関係者組織
- 静岡県立大学短期大学部の同窓会組織がある。これには旧来の静岡女子短期大学を含んでいる。
- ほか、在学生の父母による後援会なるものがある。

### 大学関係者一覧

#### 大学関係者
- 内薗耕二：静岡県立大学短期大学部初代学長

## 施設

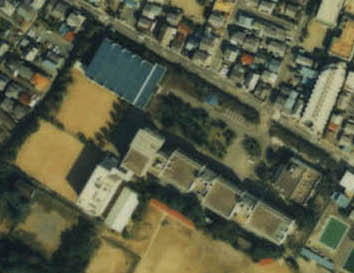
浜松キャンパスの航空写真（1988年撮影）。

### キャンパス

#### 静岡キャンパス
- 使用学科：歯科衛生学科・社会福祉学科・こども学科
- 使用専攻科：なし
- 使用附属施設：短期大学部附属図書館
- 交通アクセス：JR東海道本線静岡駅
- 設備：教育棟、講堂、事務・図書館棟、体育館・学生食堂

#### 旧・浜松キャンパス
- 使用学科：文化教養学科・食物栄養学科
- 使用専攻科：なし
- 使用附属施設：なし
- 交通アクセス：JR東海道本線浜松駅が最寄りの駅となっていた

## 対外関係

### 系列校
- 静岡県立大学

## 社会との関わり
- 社会人向けの講座が行われている。

## 卒業後の進路について

### 編入学・進学実績
- 静岡県立大学への編入のほか他大学。